# Jarda Šimr
Jaromír Šimr (Plzeň, 31 januari 1979) is een Tsjechisch voormalig voetballer die als middenvelder speelde. Hij is vooral bekend als Jarda of Jára (beiden kort voor Jaromír).
Šimr begon zijn carrière in 1984 in de jeugd van FC Viktoria Pilsen en kwam in 1995 in de jeugdopleiding van Feyenoord. In 1999 maakte hij voor het eerst deel uit van het betaald voetbal, doordat hij in de selectie zat van RKC Waalwijk. Hij speelde er echter geen wedstrijden en werd verkocht aan SBV Excelsior. Daar speelde hij de sterren van de hemel en dat leverde hem in 2001 de transfer naar N.E.C. op, waar hij regelmatig een sterke rol speelde op het middenveld. Ook scoorde hij de goal waardoor N.E.C. in 2003 Europa in mocht. In 2004 mocht hij naar de Poolse subtopper Amica Wronki, waar hij anderhalf jaar speelde, maar niet tot scoren kwam. Na het seizoen 2005/06 mocht hij de club verlaten en ging terug naar Excelsior. Op 25 september 2007 wordt bekend dat hij Excelsior per direct verlaten heeft en aan de slag gaat bij FC Viktoria Pilsen in zijn geboorteland. Daar vertrok hij na een half jaar en sindsdien speelt hij op lager amateurniveau.

## Carrière
| seizoen | club               | land      | competitie     | wed. | goals |
| ------- | ------------------ | --------- | -------------- | ---- | ----- |
| 1999/00 | RKC Waalwijk       | Nederland | Eredivisie     | 0    | 0     |
| 1999/00 | Excelsior          | Nederland | Eerste Divisie | 28   | 3     |
| 2000/01 | Excelsior          | Nederland | Eerste Divisie | 33   | 17    |
| 2001/02 | N.E.C.             | Nederland | Eredivisie     | 32   | 2     |
| 2002/03 | N.E.C.             | Nederland | Eredivisie     | 26   | 2     |
| 2003/04 | N.E.C.             | Nederland | Eredivisie     | 26   | 2     |
| 2004/05 | N.E.C.             | Nederland | Eredivisie     | 6    | 0     |
| 2004/05 | Amica Wronki       | Polen     | Ekstraklasa    | 13   | 0     |
| 2005/06 | Amica Wronki       | Polen     | Ekstraklasa    | 22   | 0     |
| 2006/07 | Excelsior          | Nederland | Eredivisie     | 27   | 3     |
| 2007/08 | Excelsior          | Nederland | Eredivisie     | 3    | 0     |
| 2007/08 | FC Viktoria Pilsen | Tsjechië  | Gambrinus liga | 1    | 0     |
| 2007/08 | SK Senco Doubravka | Tsjechië  | 4. Ligy        |      |       |
| 2008/09 | SK Senco Doubravka | Tsjechië  | 4. Ligy        |      |       |
| 2009/10 | SK Senco Doubravka | Tsjechië  | 4. Ligy        |      |       |
| 2010/11 | SK Senco Doubravka | Tsjechië  | 4. Ligy        |      |       |
| 2011/12 | FC Spartak Chrást  | Tsjechië  | 4. Ligy        |      |       |
| 2012/13 | FC Spartak Chrást  | Tsjechië  | 4. Ligy        |      |       |
|         | totaal:            | totaal:   | totaal:        | 217  | 29    |